# Chiesa di Geiranger
La Chiesa di Geiranger (in norvegese Geiranger kyrkje) è una chiesa parrocchiale appartenente alla Chiesa di Norvegia situata nel comune di Stranda, nella contea di Møre og Romsdall. In particolare, si trova nel villaggio di Geiranger, alla fine del famoso Geirangerfjorden. Si tratta della chiesa della parrocchia di Geiranger che fa parte del decanato di Nordre Sunnmøre, nella diocesi di Møre. La chiesa, realizzata in legno e di colore bianco, fu costruita nel 1842 a pianta ottagonale secondo il progetto dell'architetto Hans Klipe. La chiesa può ospitare circa 165 persone.

## Storia
La documentazione storica più antica relativa alla chiesa è datata 1589, quando la chiesa era già esistente. Si stima che la prima chiesa di Geiranger, realizzata con doghe di legno, fu costruita nel XV secolo con la funzione di cappella. Il primo edificio misurava circa 6 metri in larghezza e circa 17 metri in lunghezza. In seguito, all'edificio furono aggiunti un presbiterio con cornice in legno e un portale. Nel 1742 la vecchia cappella fu demolita. Due anni dopo, nel 1744, sullo stesso sito fu eretta una nuova chiesa a pianta cruciforme, realizzata in legno. Il 2 luglio 1841 la chiesa bruciò a causa di un incendio doloso appiccato  da un individuo sordomuto, frequentatore della parrocchia. Secondo i registri della chiesa, si trattava di un uomo sempre stato considerato dalla comunità come "retto e devoto". Nel 1843 sullo stesso sito fu costruito un nuovo edificio a pianta ottagonale, provvisto di una torre centrale situata sul tetto della chiesa. La nuova chiesa fu ultimata il 16 luglio 1842 e venne consacrata il 28 agosto 1842.
La chiesa è stata decorata dall'intagliatore Einar Flydahl in occasione del centenario. La pala d'altare, scolpita da Flydal e dipinta da Harald Brun nel 1902, raffigura Cristo in atteggiamento consolatorio. La campana della chiesa è del 1899 e l'organo è del 1964.

## Galleria multimediale

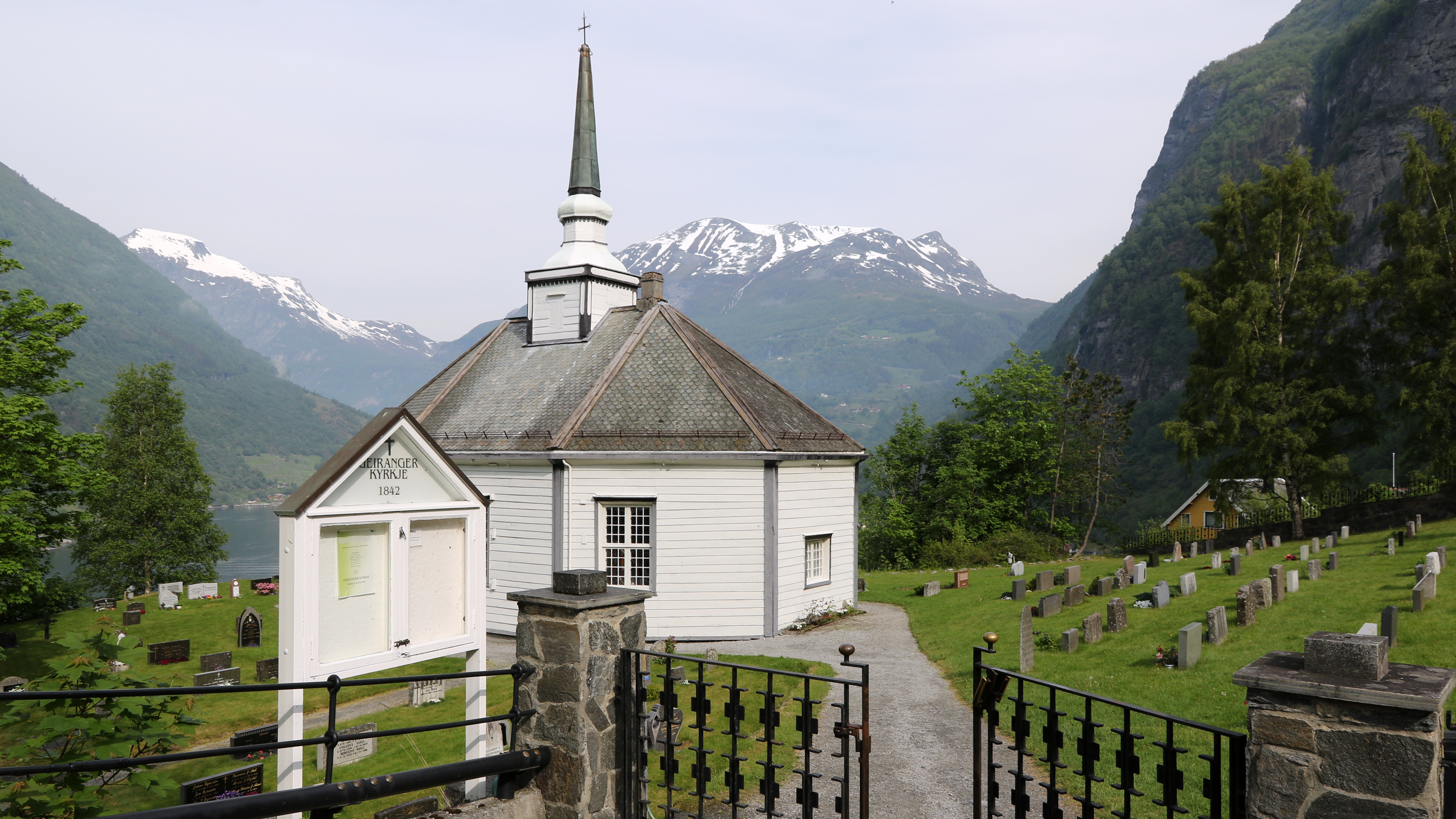
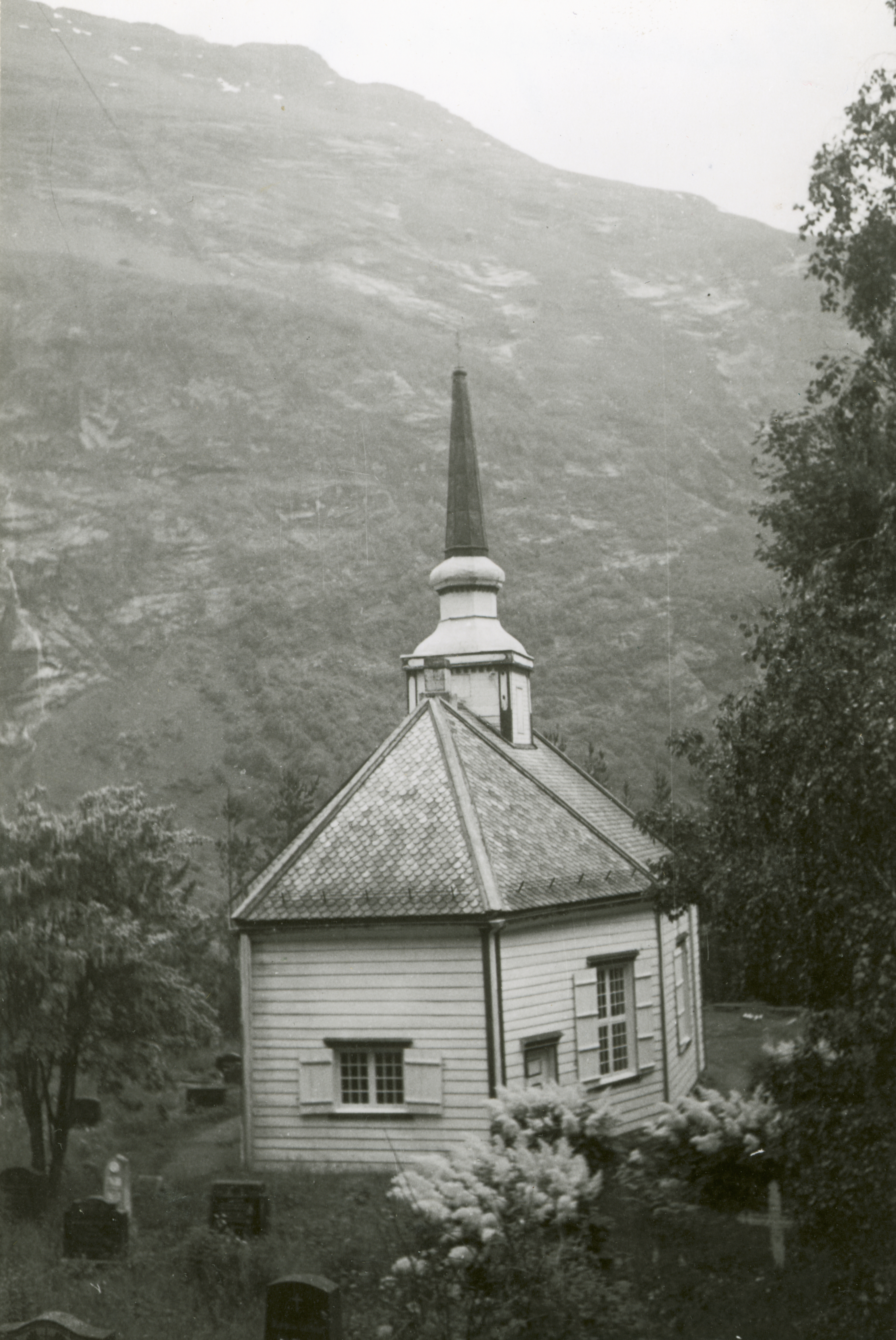
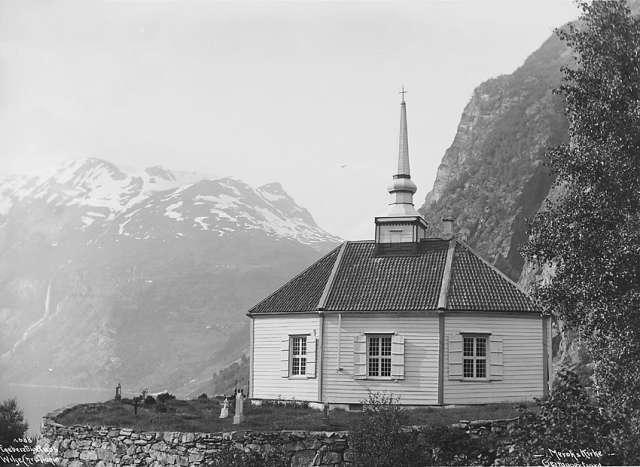